# Iltismühle
Iltismühle ist ein Ortsteil der Stadt Vohenstrauß im Landkreis Neustadt an der Waldnaab.

## Geographische Lage
Der Weiler Iltismühle befindet sich etwa 4 km nordwestlich von Vohenstrauß am Südufer des Trausenbaches. Östlich von Iltismühle mündet der Neuweiherbach von Süden in den Trausenbach. 1,5 km westlich von Iltismühle mündet der Trausenbach in die Luhe. Südwestlich von Iltismühle erhebt sich der 543 m hohe Steinfels und nördlich von Iltismühle der 539 m hohe Galgenberg.

## Geschichte
Iltismühle hieß ursprünglich Iltesrieth.
Die Endung -rieth weist darauf hin, dass Iltismühle zu den deutschen Rodungssiedlungen gehört, die im 11., 12. und 13. Jahrhundert an der Luhe und ihren Nebenflüssen entstanden.
Im 18. Jahrhundert gehörte Iltismühle mit einem Anwesen und einer Mühle zur Gemeinde Waldau, Landkreis Vohenstrauß.
Iltismühle gehörte zur Pfarrei Vohenstrauß, Filiale Altenstadt.
Mit der Bildung der Steuerdistrikte im Jahr 1808 wurde Waldau ein Steuerdistrikt.
Zum Steuerdistrikt Waldau gehörten die Dörfer Erpetshof, Trasgschieß, Waldau und Zeßmannsrieth und die Einöden Abdeckerei, Iltismühle, Neumühle und Zieglmühle.
1809 gehörte Iltismühle zur Herrschaft Waldau. Die Herrschaft Waldau bildete 1809 ein Patrimonialgericht. Ihre Inhaber waren die Freiherrn von Lilien. Sie hatte 130 Hintersassen und umfasste einen gemischten Bezirk mit den Ortschaften Altenstadt, Arnmühle, Braunetsrieth, Erpetshof, Iltismühle, Kößlmühle, Matzlesrieth, Neumühle, Obernankau, Trasgschieß, Trauschendorf, Zeßmannsrieth, Zieglmühle und Waldau.
1821 gehörte Iltismühle zur mittelbaren patrimonialgerichtischen Ruralgemeinde Waldau. Zur Gemeinde Waldau gehörten die Dörfer Waldau mit 59 Familien, Erpetshof mit 9 Familien und Zeßmannsrieth mit 13 Familien, der Weiler Trasgschieß mit 5 Familien, die Einöden Arnmühle mit einer Familie, Iltismühle mit 3 Familien, Neumühle mit 3 Familien und Zieglmühle mit 5 Familien.
Als am 1. Januar 1972 im Rahmen der Gemeindegebietsreform die Gemeinde Waldau in die Gemeinde Vohenstrauß eingegliedert wurde, wurde Iltismühle Ortsteil von Vohenstrauß.

### Einwohnerentwicklung ab 1838
| Jahr | Einwohner | Gebäude |
| ---- | --------- | ------- |
| 1838 | 21        | 3       |
| 1871 | 28        | 10      |
| 1885 | 20        | 3       |
| 1900 | 21        | 3       |
| 1913 | 17        | 3       |
| 1925 | 15        | 3       |

| Jahr | Einwohner | Gebäude |
| ---- | --------- | ------- |
| 1950 | 20        | 3       |
| 1961 | 16        | 3       |
| 1970 | 16        | k. A.   |
| 1987 | 10        | 3       |
| 2011 | 15        | k. A.   |